# Capping
Le capping (frequency cap en anglais) est un terme utilisé dans la publicité en ligne. Il signifie qu'un visiteur d'un site internet (ou de l'ensemble des sites internet d'une régie publicitaire) verra un nombre limité (capping) de fois (fréquence) une publicité.
Le capping est une fonctionnalité proposée par les serveurs de publicité qui permettent de limiter le nombre maximum de fois qu'un internaute est exposé à une publicité durant une période de temps définie. Par exemple : 3 vues/visiteur/24 heures veut dire qu'après avoir vu la même publicité 3 fois sur un site internet, le visiteur ne la reverra plus apparaître dans les prochaines 24 heures. Cette fonctionnalité requiert l'usage de cookies pour se souvenir du nombre de fois qu'une même publicité a été diffusée.
Le capping est souvent cité comme une façon d'éviter que l'efficacité d'une campagne publicitaire s'épuise trop rapidement, c'est-à-dire éviter que les visiteurs d'un site voient tellement une publicité qu'ils cliquent finalement moins souvent dessus. Ce système a par conséquent son utilité pour les campagnes dites « à la performance » qui cherchent à optimiser le taux de clics d'une campagne, et donc minimiser le coût par clic, mais a une utilité moindre lorsqu'il s'agit d'une campagne visant à augmenter la notoriété d'une marque, qui ne peut être directement mesurée par le nombre de clics sur la publicité.